# 勞拉米鎮區 (印地安納州蒂珀卡努縣)
勞拉米鎮區（英語：Lauramie Township）是位於美國印地安納州蒂珀卡努縣的一個行政鎮區。

## 地方資料
根據2010年美國人口普查的數據，勞拉米鎮區的面積為140.00平方千米，當中陸地面積為140.00平方千米，而水域面積為0.00平方千米。當地共有人口2596人，而人口密度為每平方千米18.54人。